# Années 950 av. J.-C.
Les années 950 av. J.-C. couvrent les années de 959 av. J.-C. à 950 av. J.-C.

## Événements
- 959-945 av. J.-C. : règne en Égypte de Psousennès II, dernier roi de la XXIe dynastie[1].

- Vers 950 av. J.-C. : 

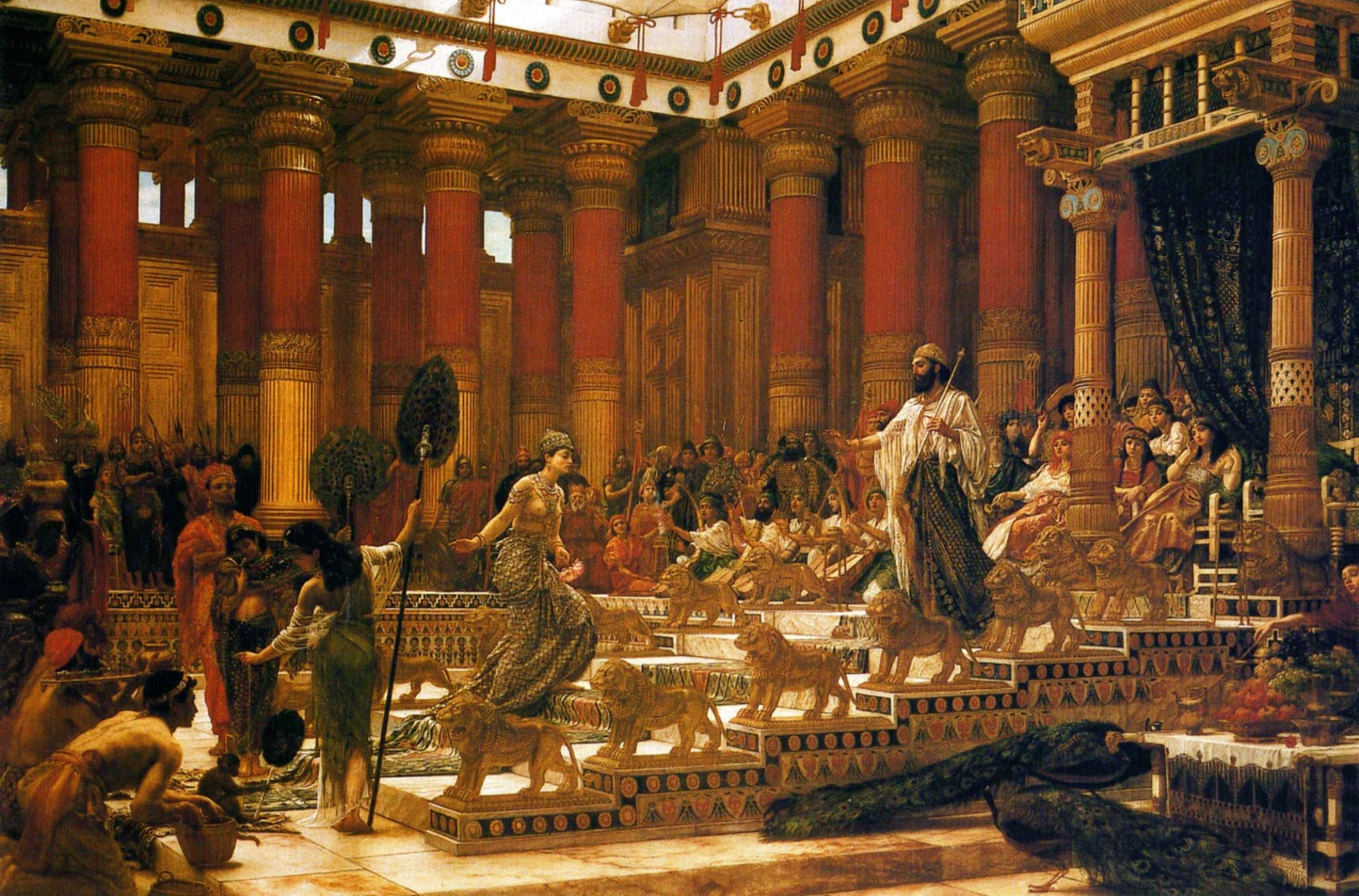
Rencontre de la Reine de Saba et du roi Salomon, Edward Poynter, 1890.

  - Rencontre entre le roi d’Israël Salomon et la reine de Saba (Bilqis, ou Makéda). Elle est relatée au chapitre 10 du premier livre des Rois : la reine de Saba se rend à Jérusalem pour éprouver Salomon dont elle a appris la renommée par des énigmes, avec une suite considérable, des chameaux portant des aromates, de l’or, des pierreries, etc. Salomon lui donne tout ce qu’elle désire. Ménélik, fils de Salomon et de la reine de Saba aurait, selon la légende éthiopienne rapportée dans le Kebra Nagast, créé la dynastie qui régnera jusqu’en 1974[2].
  - Indépendance du pays de Kouch en Nubie vis-à-vis de l'Égypte ; une nouvelle principauté se développe depuis Napata[3]. La région reste marquée par la culture égyptienne en raison des relations commerciales, de l’influence du clergé de Thèbes, et du fait que des soldats koushites ont longtemps vécu en Égypte.
  - Razon fonde le royaume araméen de Damas[4].
  - Égine aurait été repeuplée par des colons doriens venus d'Épidaure[5],[6].
  - Tombe royale et possible hérôon de Lefkandi, en Eubée.
- 957-922 av. J.-C. : règne de Zhou Muwang, cinquième roi de la dynastie chinoise des Zhou[7] ; il entreprend de nombreuses campagnes militaires contre ses voisins. Il promulgue un code pénal qui contient une liste de 3000 crimes ou infractions passibles de peines sévères pouvant être rachetées par des paiements en espèces[8].

## Calendrier
- 950 av. J.-C. : début du calendrier berbère, marqué par l'avènement du pharaon Sheshonq Ier en Égypte, date choisie dans les années 1970 par les militants berbéristes[9].